# Pozzolo Formigaro
Pozzolo Formigaro (Posseu in piemontese e in ligure) è un comune italiano di 4 546 abitanti della provincia di Alessandria in Piemonte.
Centro agricolo e industriale del novese, posto alle porte di Novi Ligure, è da sempre un importante nodo commerciale e viario.

## Origini del nome
Se unanime è l’intesa degli storiografi locali sulla derivazione del nome "Pozzolo" che starebbe ad indicare il luogo dove si formarono i primi nuclei abitati costellati di pozzi per irrigare e abbeverare uomini e animali, non altrettanto chiara è l’origine dell'aggiunta "Formigaro". Il canonico Bottazzi indicava che in origine il nome era "Fornuce" e che la successiva denominazione "Formica" o "Formigaro" si formò per evitare l’omonimia. Nel 1899, quasi un secolo dopo la Nota Storica del Bottazzi, due studiosi, Mario Ferretti e Achille Remotti, nel loro Cenno storico intorno l'antica borgata di Pozzolo Formigaro, propongono la tesi che l’appellativo "Formigaro" derivasse dall'eccessivo popolamento dei luoghi.
Il professor Piergiorgio Caramagna, che molti dei suoi studi dedicò alla toponomastica pozzolese esamina molte teorie precedenti senza però addivenire a una soluzione definitiva. Nel 2001, Mons. Sergio Pagano, prefetto dell'Archivio Segreto Vaticano e autore di interessanti ricerche sulla zona del tortonese, ha dato alle stampe la Cronaca di Tortona di Tomeno Berruti, redatta intorno al 1580. Nel testo troviamo: "…Pozolo Formigaro, loco insigne et a bono castelo, è deto Pozolo poi che quasi ogni piccola casa de i suoi borghi ha un pozo, et non sono però murati, ma solo, cavati nela terra et giara, et sono asai forti; et è poi deto Formigaro da le gran formiche che sono in quella campagna, nela quale è di gran necessità che al raccolto tagliano e loro formenti un poco verdi et li conduchino subito, altrimenti como è un poco seco, le formiche ne hano la magior parte, perché crola et casca da sé et è consumato da esse formiche…". Tomeno Berruti tramanda uno spaccato autentico della vita condotta dagli abitanti della borgata e ci fa chiaramente comprendere come Pozzolo fosse letteralmente assediato dalle formiche. Dalle descrizioni del Tomeno Berruti si è anche arrivati ad ipotizzare che si trattasse della "formica mietitrice" e della "formica delle zolle" che oltre ad infestare i territori, con la loro opera impoverivano anche i raccolti e la resa dei terreni.

## Storia
Nominato in vari atti del X secolo come Puteolus Fornuce o Puteolus de Borlasca entrò ben presto nell'orbita del comune di Tortona e fu da essa fortificato intorno all'anno 1095.
Assieme a Tortona fu conquistato nel 1155 dal Barbarossa. Passato nel XII secolo tra i domini dei marchesi del Bosco, passò nuovamente ai tortonesi. Nel 1255 la comunità locale si ribellò alla città e la questione fu risolta con la firma di un trattato di pace che riconosceva ai pozzolesi maggiori diritti.
Nel 1437 viene acquistato dal duca di Milano. Nel 1527 venne concesso in feudo a Domenico Sauli, genovese, figlio di Antonio. Il castello restò di proprietà della famiglia fino alla sua estinzione, quando il re di Sardegna ne incamerò i diritti feudali.

### Simboli
Lo stemma e il gonfalone del comune di Pozzolo Formigaro sono stati concessi con decreto del presidente della Repubblica del 26 marzo 1963.

## Monumenti e luoghi d'interesse

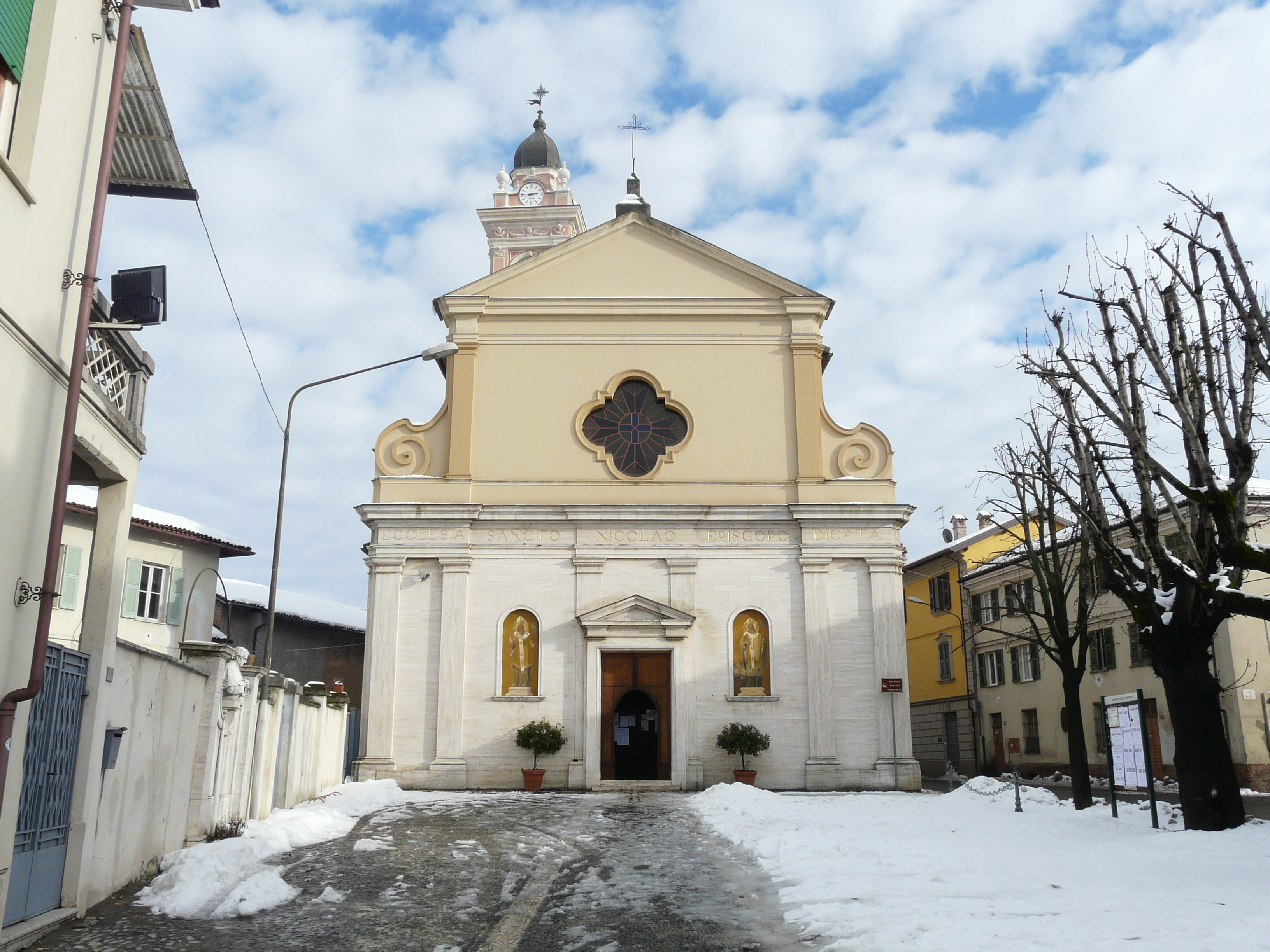
La chiesa parrocchiale di San Nicola da Bari

Il castello dall'architettura quattrocentesca, ma con una parte di struttura seicentesca, simbolo del paese, è sede municipale e  figura fra i "Castelli Aperti" del Basso Piemonte. La parte più antica conserva la porta carraia con postierla in cui sono ancora visibili le scanalature del ponte levatoio. All'interno, nella sala consiliare, affreschi proveniente dalla chiesa della Ghiare e una Madonna lignea del XV secolo.
Di interesse architettonico sono anche le antiche case in terra battuta modellata con un impasto di rossa gleba locale, sopravvissute allo sviluppo edilizio moderno.
- Chiesa parrocchiale di San Martino, era anticamente dentro le mura del castello. La primitiva chiesa di San Martino è per fondazione prossima all'anno mille e la sua nascita si può collegare ai primi momenti di vita del borgo. Già in un documento datato 11 luglio 1196, papa Celestino III fa menzione di San Martino del Gazzo (da radium bosco ad indicare il territorio della frascheta) come dipendenza dall'abbazia di Precipiano. Di quella chiesa sappiamo che era sita fuori le mura e che doveva servire anche da ricovero per i pellegrini. Venne riedificata in forme neo bizantine a tre navate nel 1911. Si conservano due statue lignee della Madonna Addolorata (1860) e Madonna Immacolata (1780).
- Chiesa parrocchiale di San Nicola di Bari, della fine del XIII secolo, riedificata nel 1725 ad unica navata, conserva un dipinto su tela del pittore Giovanni Battista Chiappe (Novi Ligure, 1732–1765) rappresentante Santa Caterina e una tela raffigurante San Nicolò di Mira del vogherese Paolo Borroni (1749–1810).
- Chiesa di Nostra Signora delle Ghiare o di San Sebastiano, sorge intorno all'anno 1000 fuori del borgo, edificata su una preesistente cappella dedicata a san Michele Arcangelo sorta in epoca longobarda e dipendente dall'Abbazia di Santa Giustina di Sezzè. Viene adibita a piccolo centro monastico delle monache umiliate di Santa Maria sempre dipendenti da Sezzadio. Il complesso conventuale venne ampliato sul finire del 1500 dai padri agostiniani e nel 1610 vi affrescarono San Sebastiano, san Fermo e san Bovo e apostoli. La chiesa in rustiche forme romaniche con timpano dai fregi in cotto è a una sola navata con antistante pronao su colonnine in arenaria.
- Oratorio dell'Assunta (o dei Battuti Bianchi)
- Oratorio della Santissima Trinità (o dei Battuti Rossi)

## Società

### Evoluzione demografica
Abitanti censiti

## Feste e ricorrenze
- Festa d'estate del paese: fuochi d'artificio e sagra presso il centro sportivo; si svolge la seconda domenica di agosto
- Festa patronale di San Sebastiano il 20 gennaio

## Amministrazione
Di seguito è presentata una tabella relativa alle amministrazioni che si sono succedute in questo comune.
| Periodo        | Periodo        | Primo cittadino   | Partito                               | Carica  | Note  |
| -------------- | -------------- | ----------------- | ------------------------------------- | ------- | ----- |
| 7 giugno 1985  | 26 maggio 1990 | Luigi Orlando     | indipendente                          | Sindaco | [ 7 ] |
| 26 maggio 1990 | 24 aprile 1995 | Luigi Orlando     | lista civica                          | Sindaco | [ 7 ] |
| 24 aprile 1995 | 14 giugno 1999 | Luigi Orlando     | centro-destra                         | Sindaco | [ 7 ] |
| 14 giugno 1999 | 14 giugno 2004 | Luigi Orlando     | lista civica                          | Sindaco | [ 7 ] |
| 14 giugno 2004 | 8 giugno 2009  | Roberto Silvano   | lista civica                          | Sindaco | [ 7 ] |
| 8 giugno 2009  | 26 maggio 2014 | Roberto Silvano   | lista civica Rinnovamento per Pozzolo | Sindaco | [ 7 ] |
| 26 maggio 2014 | 27 maggio 2019 | Domenico Miloscio | lista civica Rinnovamento per Pozzolo | Sindaco | [ 7 ] |
| 27 maggio 2019 | 9 giugno 2024  | Domenico Miloscio | lista civica Rinnovamento per Pozzolo | Sindaco | [ 7 ] |
| 9 giugno 2024  | in carica      | Domenico Miloscio | lista civica Rinnovamento per Pozzolo | Sindaco | [ 7 ] |

## Galleria d'immagini

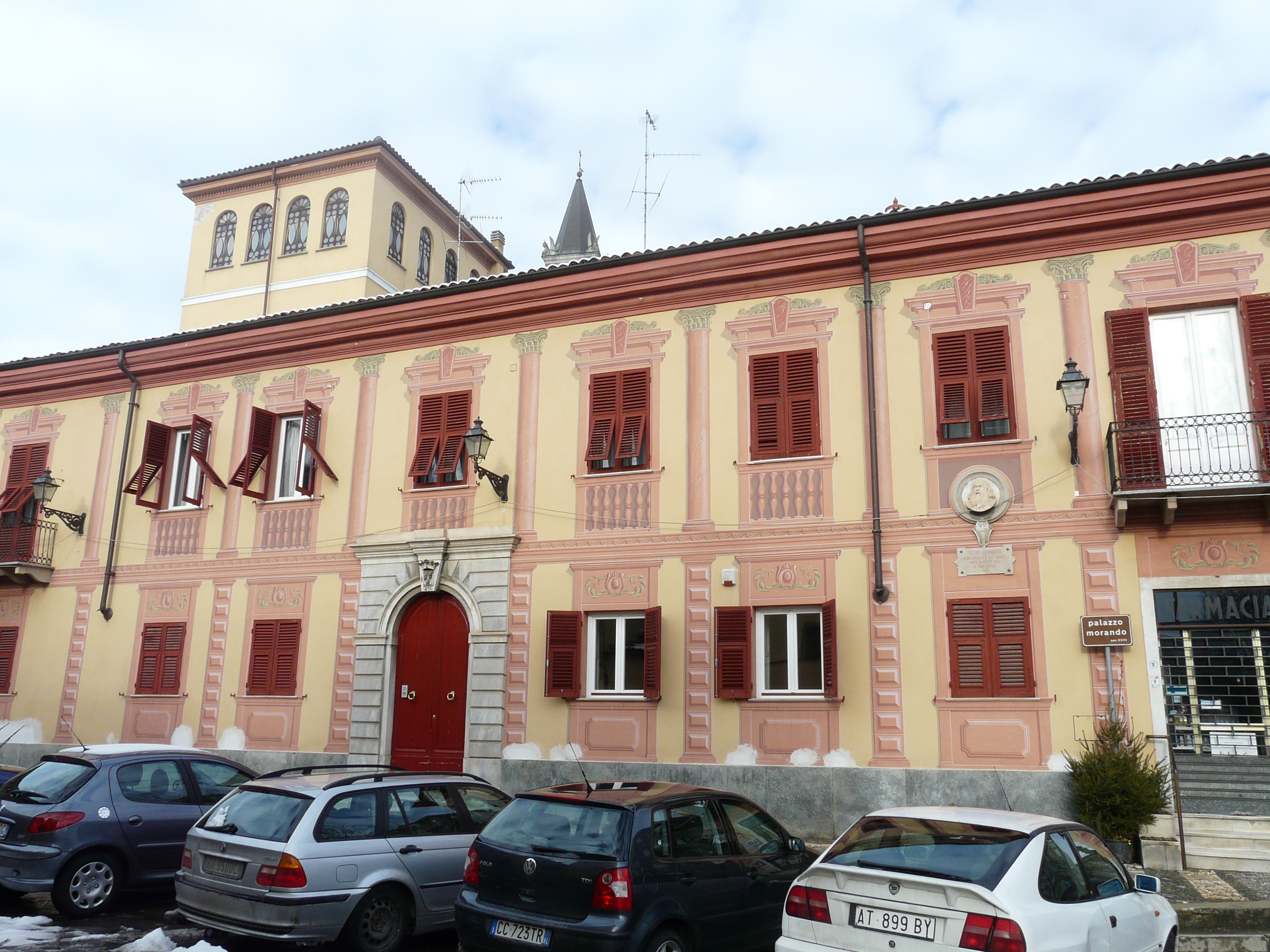
Palazzo Morando di Pozzolo Formigaro, Piemonte, Italy
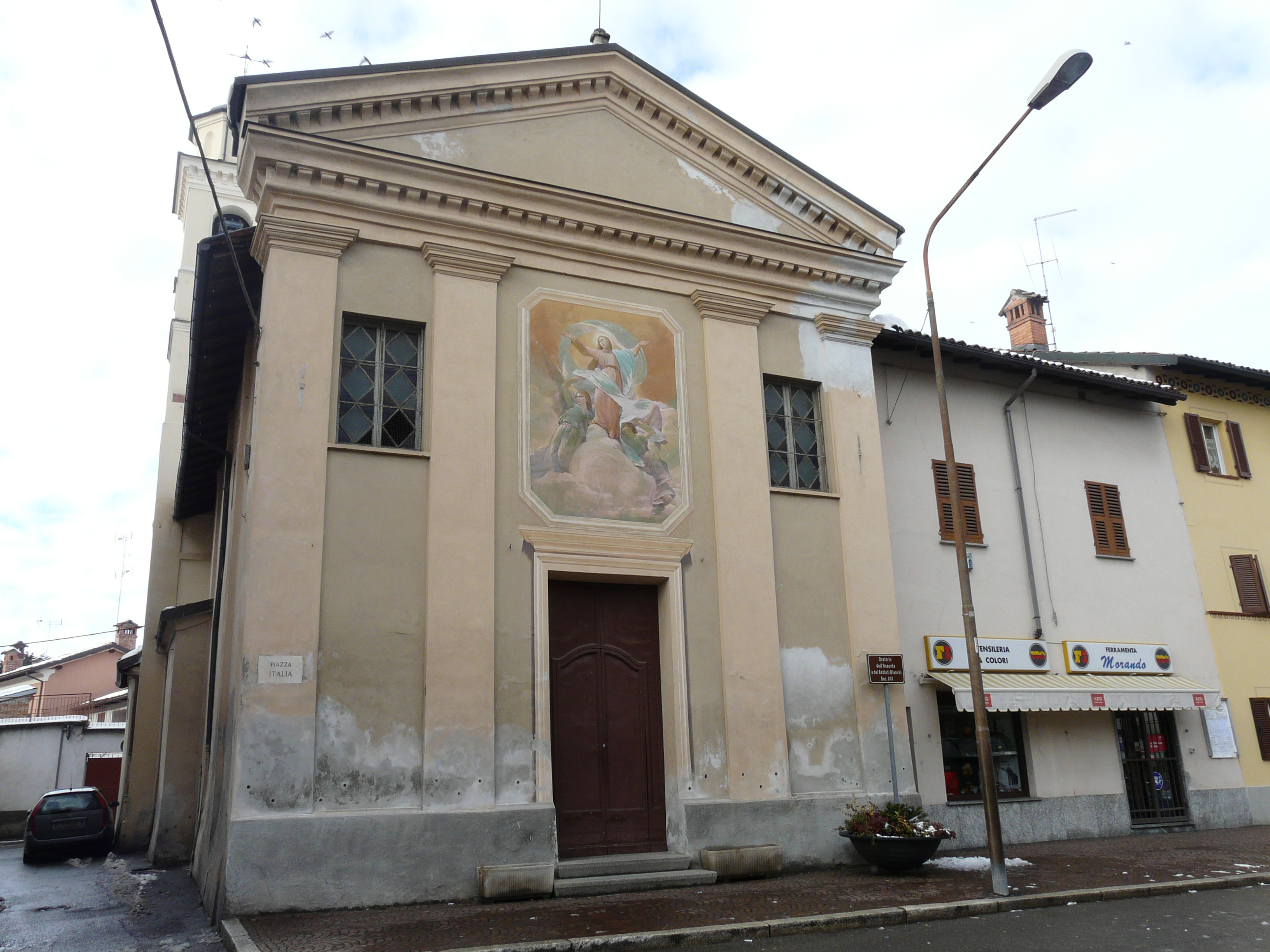
Oratorio dell'Assunta di Pozzolo Formigaro, Piemonte, Italy
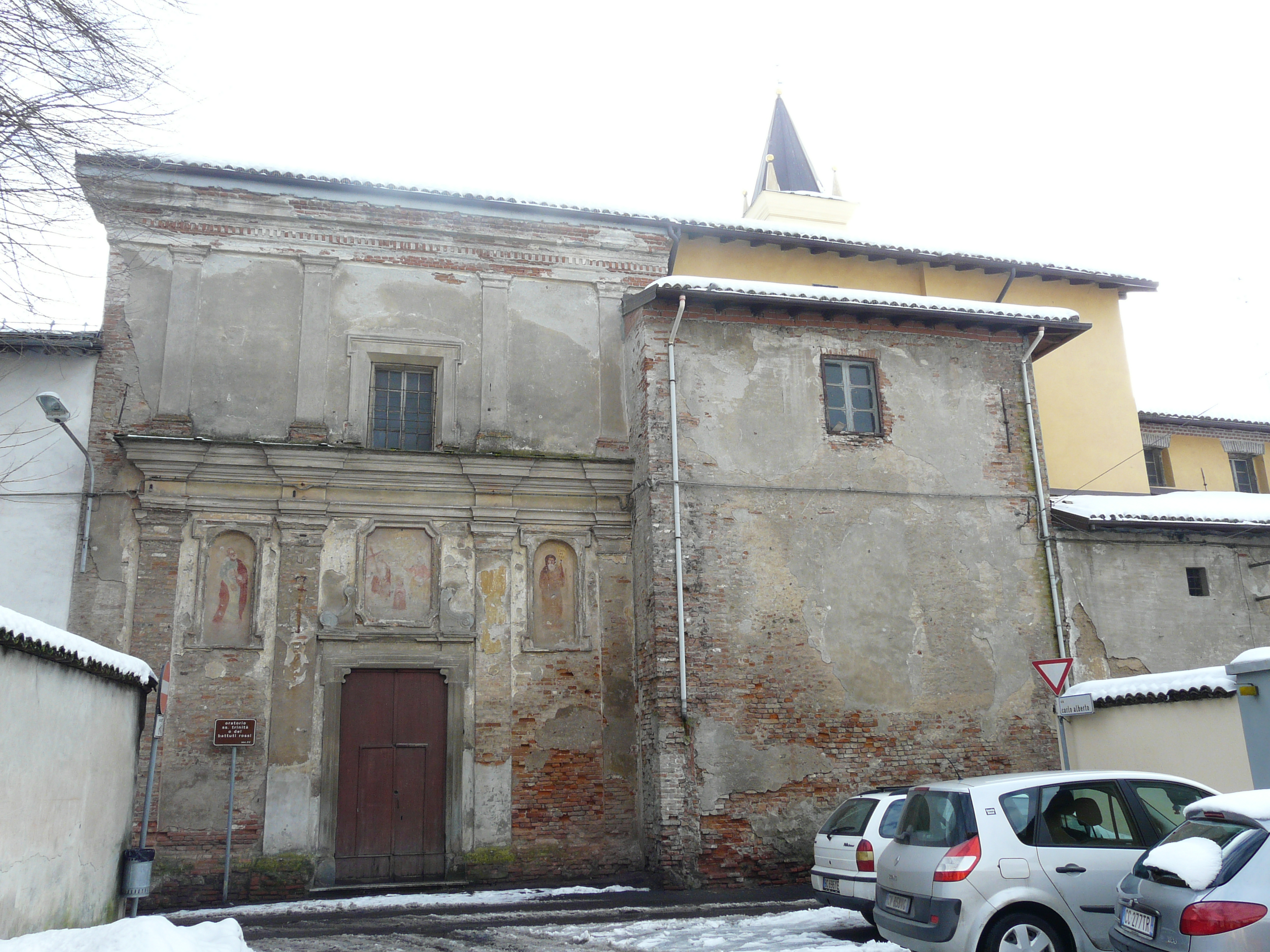
Oratorio della Santissima Trinità di Pozzolo Formigaro, Piemonte, Italy
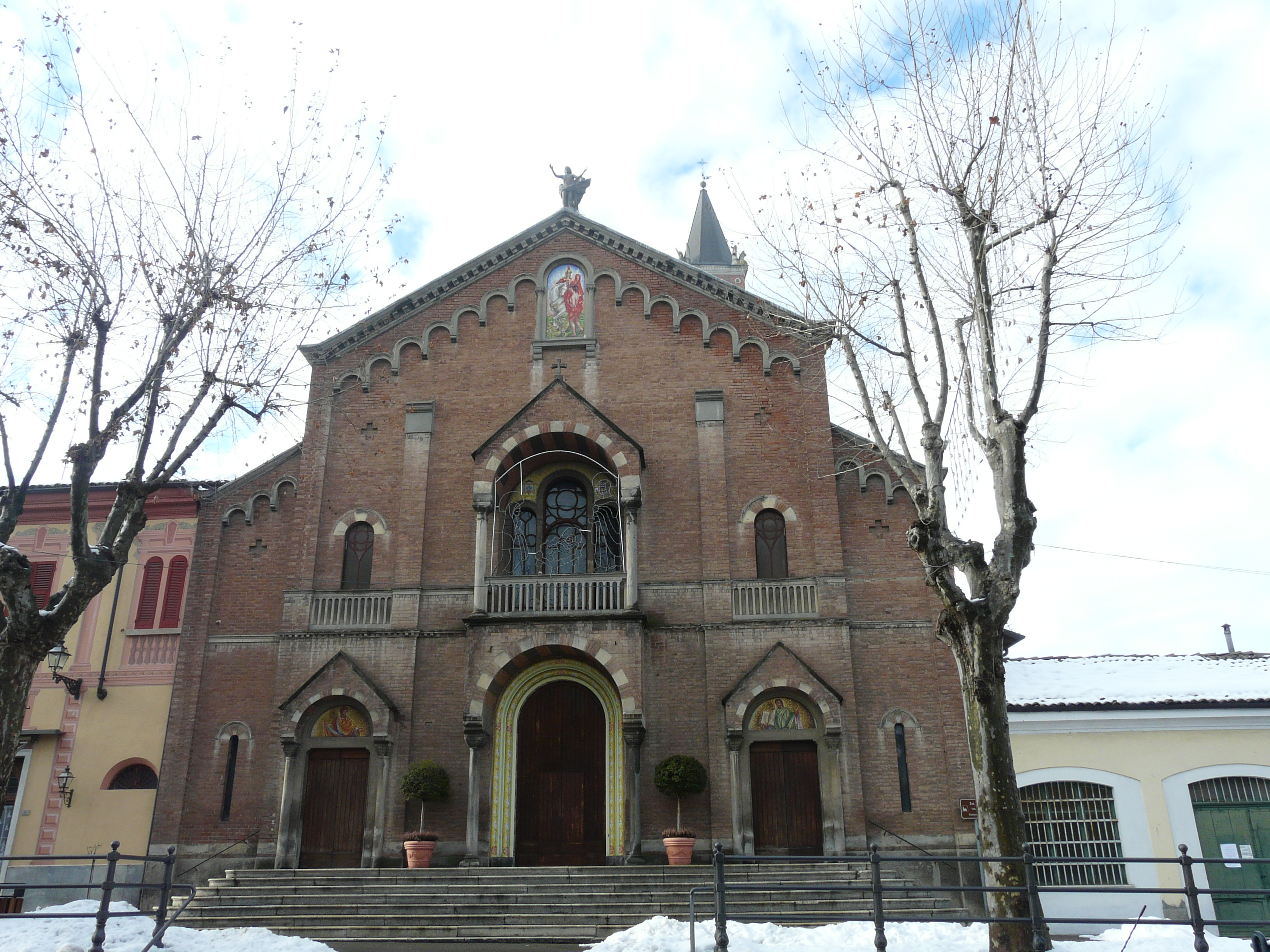
Chiesa di San Martino di Pozzolo Formigaro, Piemonte, Italy